# Johan Wilhelm Zetterstedt
Johan Wilhelm Zetterstedt est un entomologiste suédois, né le 20 mai 1785 à Lärketorp près de Mjölby (Ostrogothie) et mort le 23 décembre 1874 à Lund.
Il fait ses études à l’université de Lund et suit notamment les cours d’Anders Adolf Retzius (1796-1860). Il reçoit le titre de professeur en 1822 et succède à Carl Adolph Agardh (1785-1859) à la chaire de botanique et d’économie pratique en 1836. Il se retire avec le rang de professeur émérite en 1853. Il est surtout connu comme entomologiste. Ses collections des orthoptères et des diptères tant de Scandinavie et de Laponie que du monde sont conservées au musée zoologique de Lund. Anders Gustav Dahlbom (1806-1859) est l’un de ses élèves.
Zetterstedt était membre de la Société entomologique de Stettin.

## Liste partielle des publications
- 1821 Orthoptera Sueciae disposita et descripta. Lundae (Lund),132 pp.
- 1837. Conspectus familiarum, generum et specierum Dipterorum, in Fauna insectorum Lapponica descriptorum. Isis (Oken's)
- 1838-1840 Insecta Lapponica. L. Voss, Lipsiae (Leipzig),1139 pp.
- 1842-1854. Diptera Scandinaviae disposita et descripta. Lundbergiana, Lundae (Lund),6 volumes.
- 1855. Diptera Scandinaviae disposita et descripta. Tomus duodecimus seu supplementum tertium, continens addenda, corrigenda & emendanda tomis undecim prioribus. Officina Lundbergiana, Lundae (Lund)

## Source
- (en) Cet article est partiellement ou en totalité issu de l’article de Wikipédia en anglais intitulé « Johan Wilhelm Zetterstedt » (voir la liste des auteurs) (version du 27 novembre 2006).

J.W.Zetterst. est l’abréviation botanique standard de Johan Wilhelm Zetterstedt.
Consulter la liste des abréviations d'auteur en botanique ou la liste des plantes assignées à cet auteur par l'IPNI, la liste des champignons assignés par MycoBank, la liste des algues assignées par l'AlgaeBase et la liste des fossiles assignés à cet auteur par l'IFPNI.